# Peter Thiede
Peter Thiede (ur. 13 lutego 1968 w Ueckermünde) – niemiecki wioślarz (sternik), reprezentant Niemiec w wioślarskiej ósemce podczas Letnich Igrzysk Olimpijskich w Pekinie.

## Osiągnięcia
- Mistrzostwa Świata – Tasmania 1990 – ósemka – 3. miejsce[2].
- Igrzyska Olimpijskie – Barcelona 1992 – dwójka ze sternikiem – 4. miejsce[2].
- Mistrzostwa Świata – Indianapolis 1994 – ósemka – 4. miejsce[2].
- Mistrzostwa Świata – Tampere 1995 – ósemka – 1. miejsce[2].
- Igrzyska Olimpijskie – Atlanta 1996 – ósemka – 2. miejsce[2].
- Mistrzostwa Świata – Aiguebelette-le-Lac 1997 – ósemka – 5. miejsce[2].
- Mistrzostwa Świata – Kolonia 1998 – ósemka – 2. miejsce[2].
- Mistrzostwa Świata – St. Catharines 1999 – ósemka – 10. miejsce[2].
- Mistrzostwa Świata – Lucerna 2001 – ósemka – 3. miejsce[2].
- Mistrzostwa Świata – Sewilla 2002 – ósemka – 2. miejsce[2].
- Mistrzostwa Świata – Mediolan 2003 – ósemka – 6. miejsce[2].
- Igrzyska Olimpijskie – Ateny 2004 – ósemka – 4. miejsce[2].
- Mistrzostwa Świata – Gifu 2005 – ósemka – 3. miejsce[2].
- Mistrzostwa Świata – Eton 2006 – ósemka – 1. miejsce[2].
- Mistrzostwa Świata – Monachium 2007 – ósemka – 2. miejsce[2].
- Igrzyska Olimpijskie – Pekin 2008 – ósemka – 8. miejsce[1].